# 出口すみ

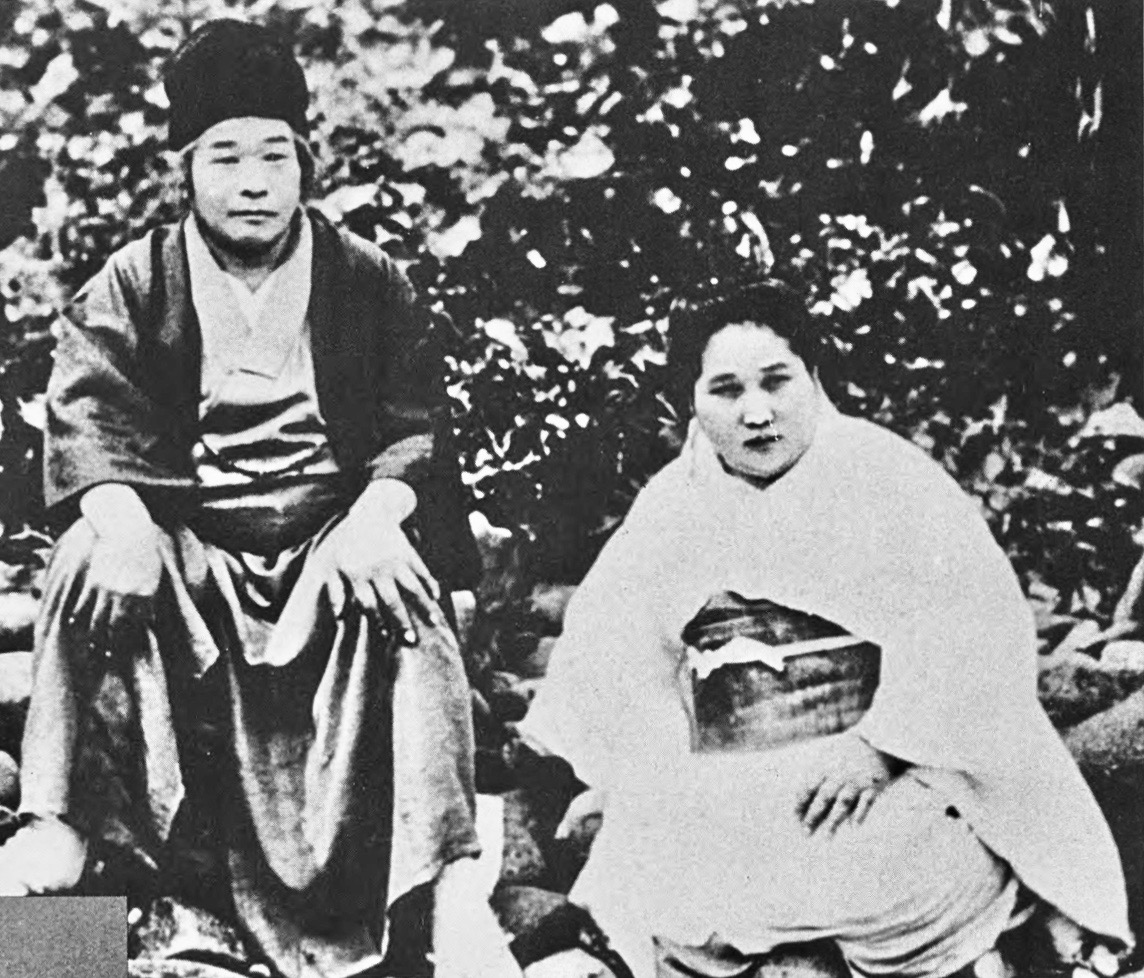
出口すみと夫の出口王仁三郎

出口 すみ（でぐち すみ、1883年〈明治16年〉2月3日 - 1952年〈昭和27年〉3月31日）は、新宗教「大本」の第二代教主。「澄」「すみ子」などと称する。大本聖師出口王仁三郎は夫、三代教主出口直日は長女。

## 概略
大本開祖出口なお・政五郎の五女（末子）として京都府何鹿郡綾部町（現・綾部市）に生まれる。1900年（明治33年）、16歳の時に出口王仁三郎と結婚する。1918年（大正7年）、なおの死により二代教主となる。
1921年（大正10年）、警察が王仁三郎を逮捕（第一次大本事件）。1935年（昭和10年）、第二次大本事件で起訴、不敬罪・治安維持法違反で有罪となるが、第二審で治安維持法無罪判決が出たことにより1942年（昭和17年）に保釈される。太平洋戦争の敗戦により不敬罪も消滅した。
1946年（昭和21年）2月7日、王仁三郎は「愛善苑」を結成して苑主となり、大本の復興に尽力する。だが1948年（昭和23年）1月19日に逝去。澄が二代苑主となり、みろく殿の再建に情熱を傾け、1952年（昭和27年）3月に上棟式にこぎつけるが、その3日後の3月31日、69歳で逝去。

## 芸術評価
北大路魯山人は69歳の時に陶芸家・金重陶陽の家で澄の「書」を見て感激、面会して意気投合した。魯山人は澄の書を表装すると居間に掲げていたという。陶芸家黒田領冶は「（魯山人は）書にかけて何人も追従し得ない高い見識と実力をもっていたが、魯山人は『大本』二代すみこの書には、だれにもないものを感じていた」と記している。

## 著書
- おさながたり （出口虎雄編 天声社 1998年10月）
- ぼっかぶりのうた （天声社 2002年9月）
- 教主御教示集 出口すみこ二代教主 （天声社 2008年8月）